# Bye Bye Birdie
Bye Bye Birdie è un musical con libretto di Michael Stewart, versi di Lee Adams e musica di Charles Strouse. La produzione originale, debuttata a Broadway nel 1961, è rimasta in scena per 607 repliche e ha vinto quattro Tony Award, tra cui miglior musical. 
Nel 1963 George Sidney ne ha realizzato una versione cinematografica intitolata Ciao, ciao Birdie, con Dick Van Dyke nel ruolo che aveva già interpretato a Broadway e per cui aveva vinto il Tony Award al miglior attore non protagonista in un musical, Janet Leigh e Ann-Margret.

## Trama
Parla di una ragazza che canta le lodi di come sarebbe un ragazzo perfetto e ideale da fidanzare o solo conoscere

## Riconoscimenti (parziale)
- Tony Award
  - 1961 - Miglior musical